# Eldridge Peak
L'Eldridge Peak (in lingua inglese: Picco Eldridge), è un piccolo nunatak o picco roccioso isolato, prevalentemente privo di ghiaccio,  che delimita l'estremità occidentale della catena montuosa dell'Ohio Range, nei Monti Transantartici, in Antartide. 
Il picco è stato investigato nel dicembre 1958 dal gruppo di esplorazione nei Monti Horlick dell'United States Antarctic Research Program (USARP).
La denominazione è stata assegnata dall'Advisory Committee on Antarctic Names (US-ACAN) in onore di Henry M. Eldridge, cartografo dell'Antartide, che faceva parte del "Branch of Special Maps" (Divisione Mappe Speciali) dell'United States Geological Survey (USGS).